# フィリップス郡 (カンザス州)
座標: 北緯39度48分 西経99度21分 / 北緯39.800度 西経99.350度
フィリップス郡（英: Phillips County 標準略語：PL）は、アメリカ合衆国カンザス州の北部に位置する郡である。2010年国勢調査での人口は5,642人であり、2000年の6,001人から6.0%減少した。郡庁所在地はフィリップスバーグ市（人口2,581人）であり、同郡で人口最大の都市でもある。

## 法と政府
1986年にカンザス州憲法が修正されたが、フィリップス郡は1996年までアルコールを禁じる、すなわち「ドライ」の郡のままだった。この年、住民は投票で個人が嗜むアルコール飲料の販売を食料販売量の30%までという制限つきで承認した。しかし、この制限は2012年に撤廃された。

## 地理
アメリカ合衆国国勢調査局に拠れば、郡域全面積は894.557平方マイル (2,317 km2)であり、このうち陸地は885.872平方マイル (2,294 km2)、水域は8.685平方マイル (22 km2)で水域率は0.98%である。

### 隣接する郡
- ハーラン郡 (ネブラスカ州) - 北
- フランクリン郡 (ネブラスカ州) - 北東
- スミス郡 - 東
- オズボーン郡 - 南東
- ルークス郡 - 南
- グラハム郡 - 南西
- ノートン郡 - 西
- ファーナス郡 (ネブラスカ州) - 北西

### 国立保護地域
- カーウィン国立野生生物保護区(Kirwin National Wildlife Refuge)

## 人口動態

人口ピラミッド

以下は2000年の国勢調査による人口統計データである。
| 基礎データ - 人口: 6,001人 - 世帯数: 2,496 世帯 - 家族数: 1,722 家族 - 人口密度: 3人/km2（7人/mi2） - 住居数: 3,088軒 - 住居密度: 1軒/km2（4軒/mi2） 人種別人口構成 - 白人: 98.25% - アフリカン・アメリカン: 0.25% - ネイティブ・アメリカン: 0.30% - アジア人: 0.45% - その他の人種: 0.03% - 混血: 0.72% - ヒスパニック・ラテン系: 0.67% 年齢別人口構成 - 18歳未満: 24.5% - 18-24歳: 5.7% - 25-44歳: 23.2% - 45-64歳: 24.8% - 65歳以上: 21.8% - 年齢の中央値: 42歳 - 性比（女性100人あたり男性の人口） - 総人口: 94.8 - 18歳以上: 91.2 | 世帯と家族（対世帯数） - 18歳未満の子供がいる: 28.3% - 結婚・同居している夫婦: 61.5% - 未婚・離婚・死別女性が世帯主: 5.6% - 非家族世帯: 31.0% - 単身世帯: 28.6% - 65歳以上の老人1人暮らし: 15.8% - 平均構成人数 - 世帯: 2.35人 - 家族: 2.89人 収入と家計 - 収入の中央値 - 世帯: 35,013米ドル - 家族: 41,638米ドル - 性別 - 男性: 29,609米ドル - 女性: 17,827米ドル - 人口1人あたり収入: 17,121米ドル - 貧困線以下 - 対人口: 10.0% - 対家族数: 7.2% - 18歳未満: 11.6% - 65歳以上: 8.8% |

## 都市と町

### 法人化された都市
都市名の後の数字は2010年国勢調査での人口を示す。
- フィリップスバーグ, 2,581 - 郡庁所在地
- ローガン, 589
- アグラ, 267
- カーウィン, 171
- ロングアイランド, 134
- プレーリービュー, 134
- グレイド, 96
- スピード, 37

### その他の町
- グレトナ
- スタットガート
- ウッドラフ

### 郡区
フィリップス郡は25の郡区に分けられている。フィリップスバーグ市が「政治的に独立」（英: governmentally independent) と見なされ、下表の郡区の数字からは外されている。下表で「人口中心」は最大都市であり、特に大きな数字でなければ、郡区の人口に含まれるものである。

## 教育

### 統一教育学区
- サンダーリッジ USD 110（アグラ・イースタンハイツとケンジントン・ウェストスミスの統合）
- ノーザンバレー USD 212
- フィリップスバーグ USD 325
- ローガン USD 326